# John Hardy
John Anthony Hardy (Nelson, Lancashire, 9 de novembro de 1954) é um geneticista e biólogo molecular britânico-estadunidense. É pesquisador da doença de Alzheimer na University College London.

## Condecorações selecionadas
- 2009 Membro da Royal Society[1]
- 2014 Prêmio Dan David[2]
- 2015 Membro da Organização Europeia de Biologia Molecular[3]
- 2016 Breakthrough Prize in Life Sciences[4]